# Ugljen pentoksid
Ugljen pentaoksid ili ugljen pentoksid je nestablan molekulski oksid ugljenika. Ovaj molekul je bio proizveden i izučavan na kriogenim temperaturama. On je važan u atmosferskoj hemiji i u izučavanju hladnog leda u spoljašnjem solarnom sistemu i međuzvezdanom prostoru. Ova substanca se može formirati i biti prisutna na Ganimedu ili Tritonu, mesecima u spoljašnjem solarnom sistemu. Ovaj molekul ima C2 simetriju. On se sastoji od petočlanog prstena sa jednim ugljenikom i četiri kiseonika. Peti atom kiseonika ima dvostruku vezu sa ugljenikom. Proračuni su proizveli teoretske strukture. Petougao nije pravilan, nego varira u dužinama svojih stranica i uglova. Rastojanje između atoma kiseonika koji nisu vezani za ugljenik je 1.406 Å, dok je rastojanje između jednog od tih atoma i kiseonika vezanog za ugljenik 1.457 Å. Dužina ugljenik-kiseonik veze je 1.376 Å. Dvostruka veza između ugljenika i kiseonika je najkraća, 1.180 Å. Ugao OOO veze je 100.2°, a OOC ugao je 109.1°. Ugao OCO veze je 125.4°.

## Produkcija
Ugljen pentaoksid je formiran putem iradijacije kriogeno zamrznutog ugljen-dioksida sa 5 keV elektronima. Reakcioni mehanizam se sastoji od reakcije ugljen tetroksida sa atomom kiseonika. Ovom reakcijom se oslobađa 17.0 kJmol−1. Formiranje iz ozona i ugljen-dioksida je energetski nepovoljnije za 165.6 kJmol−1, dok bi reakcija ugljen trioksida sa dikiseoničnim molekulima zahtevala 31.6 kJmol−1.

## Svojstva
Vibrationi infracrveni talasni brojevi obuhvataju ν1 1912 cm−1 za najzastupljeniji izotopolog 12C16O5. Potencijalni putevi dekompozicije su putem formiranja ugljen-dioksida i ozona, ili ugljen-monoksida i kiseonika, ili ugljen trioksida i kiseonika. Ugljen pentoksid je manje nestabilan od ugljen-dioksida, ostajući stabilan i čvrst do oko 106K.
Alternativna teoretska struktura, zvana C2v, ima spiro strukturu sa jednim četvoroatomskim prstenom i tročlanim prstenom koji je perpendikularno vezan na atomu ugljenika. Međutim, ona ima 166 kJmol−1 višu energiju od C2 izomera, i stoga je njeno formiranje manje verovatno. Taj izomer nije detektovan.